# Laurent Ottoz
Laurent Jacques Denis Ottoz Calvesi ([lɔʁɑ̃  ɔto]; Brescia, 10 aprile 1970) è un ex ostacolista italiano, detentore della miglior prestazione mondiale nei 200 metri ostacoli con 22"55 nonché tre volte medagliato ai Giochi del Mediterraneo sui 400 ostacoli dal 1997 al 2005.
Vanta 28 presenze in nazionale, una in più del padre Eddy, tra il 1989 (19 anni) e il 2006 e 13 titoli nazionali.
Dal 2009 è allenatore di quinto livello mondiale World Athletics, primo italiano a raggiungere tale certificazione.

## Biografia
Originario della Valle d'Aosta, è figlio di Eddy Ottoz, campione di livello mondiale negli anni 1960. Sua nonna era la discobola italiana di origine dalmata Gabre Gabric, più volte nazionale italiana, poi campionessa master. Atleta pervenuto ai suoi massimi livelli in età non precoce, si mise comunque in evidenza fin dalla categoria allievi, diventando uno degli specialisti di spicco nel panorama nazionale dei 110 hs nel 1987. La fama del padre contribuì inizialmente a creare una certa attenzione verso la sua crescita sportiva.
Nello stesso periodo il padre Eddy intraprese la carriera di allenatore per seguire i propri tre figli Laurent, Patrick e Pilar (quest'ultima giornalista Rai) portando i due figli maschi ai risultati migliori della carriera.
Laurent Ottoz rappresenta finora il più eclettico ostacolista italiano di sempre, unico ad aver ottenuto tutti i record italiani delle corse a ostacoli veloci, compresi i 60 metri ostacoli indoor e il record mondiale dei 200 metri ostacoli, primato tuttora imbattuto.
Sui 110 metri ostacoli, in particolare, nel 1994 supera in 13"42 il record italiano del padre, fermo da 27 anni a 13"46 ottenuto col bronzo olimpico a Città del Messico 1968, ma la sua carriera nella distanza breve si interrompe precocemente a 24 anni per un infortunio alla schiena che lo costringe a passare alla distanza dei 400 hs, per i quali rivela una spiccata predisposizione.
Nel 1995, agli esordi sugli ostacoli bassi, polverizza il record italiano di Fabrizio Mori, portandolo da 48"92 a 48"53, tempo che ancora oggi è la seconda miglior prestazione italiana di tutti i tempi.
Nel 2009 si ritira dall'attività agonistica.

## Record

### Mondiali
- 200 metri ostacoli: 22"55 ( Milano, 31 maggio 1995)[1][9]

## Progressione

### 400 metri ostacoli
| Stagione | Risultato | Luogo    | Data       | Rank. Mond.      |
| -------- | --------- | -------- | ---------- | ---------------- |
| 2007     | 50"13     | Rieti    | 20/05/2007 | 86º              |
| 2006     | 49"95     | Rieti    | 03/06/2006 | 69º              |
| 2005     | 49"41     | Almería  | 02/07/2005 | 44º              |
| 2004     | 49"99     | Mezzano  | 08/08/2004 | 86º              |
| 2002     | 49"39     | Roma     | 12/07/2002 | 46º              |
| 2001     | 49"41     | Zurigo   | 17/08/2001 | 44º              |
| 1999     | 49"53     | Torino   | 24/06/1999 |                  |
| 1998     | 49"06     | Budapest | 19/08/1998 |                  |
| 1997     | 48"81     | Formia   | 13/07/1997 |                  |
| 1996     | 48"52     | Atlanta  | 31/07/1996 | Record nazionale |
| 1995     | 48"53     | Losanna  | 05/07/1995 |                  |

## Palmarès
| Anno | Manifestazione          | Sede       | Evento | Risultato  | Prestazione | Note                                     |
| ---- | ----------------------- | ---------- | ------ | ---------- | ----------- | ---------------------------------------- |
| 1991 | Mondiali indoor         | Siviglia   | 60 hs  | Batterie   | 7"81        |                                          |
| 1992 | Europei indoor          | Genova     | 60 hs  | 6º         | 7"80        |                                          |
| 1992 | Olimpiadi               | Barcellona | 110 hs | Semifinale | 13"77       |                                          |
| 1995 | Mondiali                | Göteborg   | 400 hs | Semifinale | 48"94       |                                          |
| 1996 | Olimpiadi               | Atlanta    | 400 hs | Semifinale | 48"52       | Record nazionale                         |
| 1997 | Giochi del Mediterraneo | Bari       | 400 hs | Argento    | 49"27       |                                          |
| 1997 | Mondiali                | Atene      | 400 hs | Batterie   | 49"69       |                                          |
| 1998 | Europei                 | Budapest   | 400 hs | 6º         | 49"15       |                                          |
| 2001 | Giochi del Mediterraneo | Tunisi     | 400 hs | Bronzo     | 50"75       |                                          |
| 2002 | Europei                 | Monaco     | 400 hs | Batterie   | 50"31       |                                          |
| 2005 | Giochi del Mediterraneo | Almería    | 400 hs | Argento    | 49"41       | Miglior prestazione personale stagionale |
| 2006 | Europei                 | Göteborg   | 400 hs | Batterie   | 51"22       |                                          |

## Campionati nazionali
- 4 volte campione nazionale nei 110 metri ostacoli (1990, 1991, 1992, 1994)
- 6 volte campione nazionale nei 400 metri ostacoli (1995, 1997, 1998, 1999, 2001, 2002)
- 3 volte campione nazionale nei 60 metri ostacoli indoor (1991, 1992, 1994)